# Оруч Барбароса
Оруч Барбароса  или Оруч-Реис (тур. Oruç Reis; рођен је 1474. године на острву Мидили (данашњи Лезбос) а погинуо је у рату са Шпанцима у Алжиру 1518. године.) био је османлијски бег Алжира и беглербег западног Медитерана. 
Постао је познат као Баба Оруч (Отац Оруч) када је транспортовао у северну Африку муслимане који су 1502. године били протерани из Шпаније. У хришћанским земљама је био познат као Барбароса (Црвенобради). Погинуо је у рату са Шпанцима у Алжиру 1518. године. То име је након његове смрти наследио његов млађи брат, страх и трепет хришћана на Медитерану у првој половини 16. века, Хајрудин Барбароса.